# NGC 3062
NGC 3062 este o infrared source⁠(d) situată în constelația Sextantul. A fost descoperită în 30 aprilie 1864 de către Albert Marth.